# Mihail Eisenstein
Mihail Osipovici Eisenstein, în rusă Михаил Осипович Эйзенштейн, (n. 5/17 septembrie 1867, Bila Țerkva, gubernia Kiev⁠(d), Imperiul Rus – d. 1 iulie 1920, Berlin, Republica de la Weimar) a fost un inginer constructor și arhitect rus, tatăl regizorului Serghei Eisenstein.
Mihail Eisenstein a făcut din Riga una din capitalele stilului Art Nouveau. 

## Scurtă biografie
Relația cu fiul său a fost mai mult decât încordată. În timpul Războiului Civil din Rusia, Mihail Eisenstein a trecut de partea albilor, colaborând cu armata țaristă în calitatea sa de inginer constructor. Fiul, Serghei, a trecut de partea armatei bolșevice, devenind ulterior, datorită talentului său de regizor de film, una din principalele unelte de propagandă sovietică. 
Dupa încheierea Războiului Civil în 1921, Mihail Eisenstein s-a refugiat în Germania, unde s-a recăsătorit. Nu a mai trăit decât câteva luni după aceea. 
A murit și a fost îngropat în Germania, departe de casa sa din Livonia, astăzi Letonia. Riga și Letonia, în schimb, îl celebrează astăzi ca pe unul din cei mai creativi arhitecți Art Nouveau pe care poporul leton l-a avut vreodată. 
Una din zonele de referință la stilul arhitectonic al lui Mihai Eisenstein este Strada Alberts din Riga. Aproape 90% din clădirile realizate aici îi aparțin lui Mihail Eisenstein.
Stilul lui Eisenstein este caracterizat de abundența detaliilor în basoreliefuri, de bogația imagistică ce e prezentă în fațade. În cazul Rigăi, nici un alt arhitect nu a intrecut în bogație și imaginație stilul lui Mihail Eisenstein.
Prin opulența sa, stilul lui Eisenstein e caracteristic aristocrației de origine rusă, spre deosebire de arhitecții de origine letonă sau germană, ale căror stilistică este mai simplistă, fiind mai puțin marcată de abundența imagistică a fațadelor și a altor detalii sau elemente arhitecturale.

## Galerie

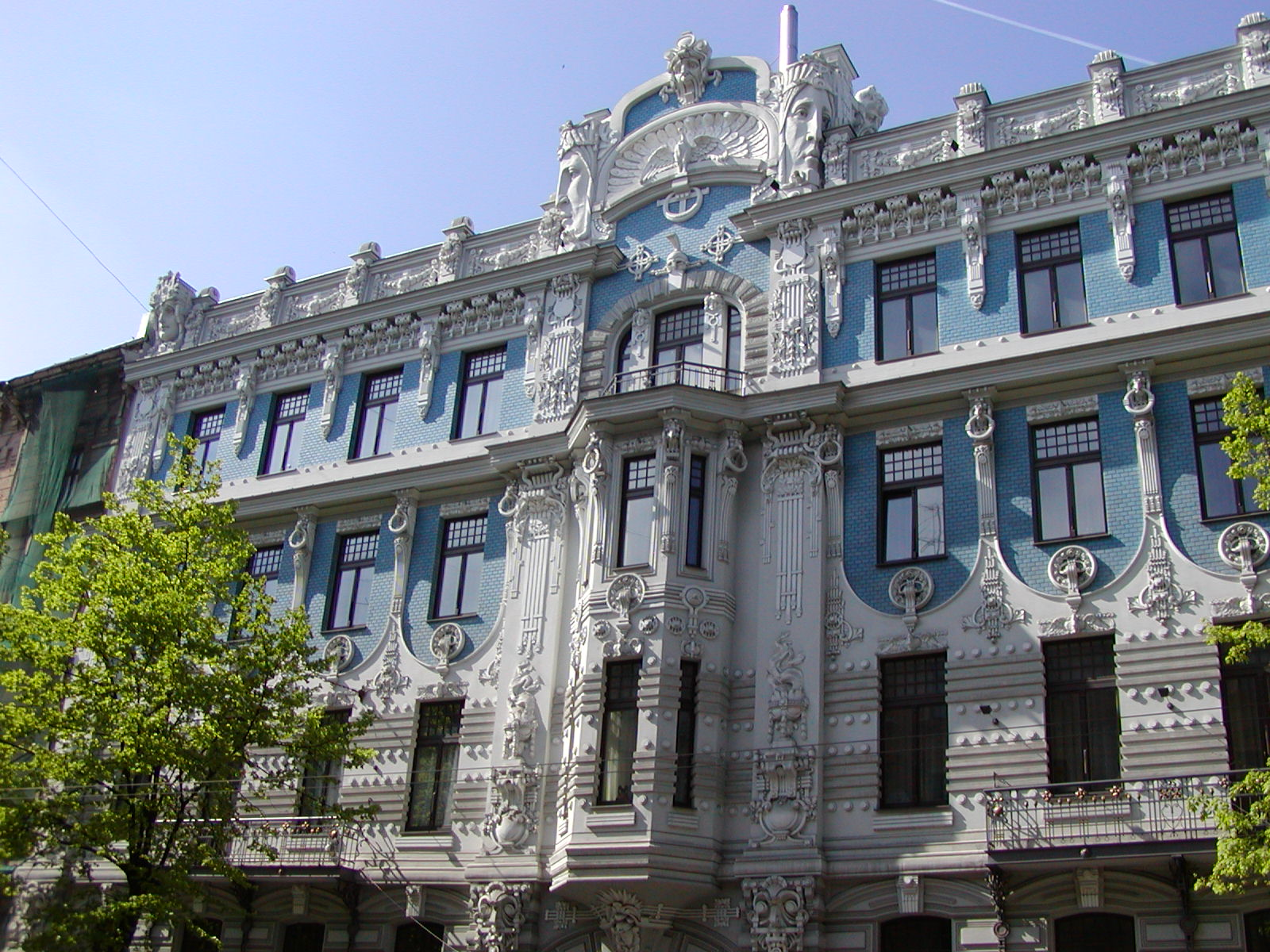
Elizabetes iela 10b
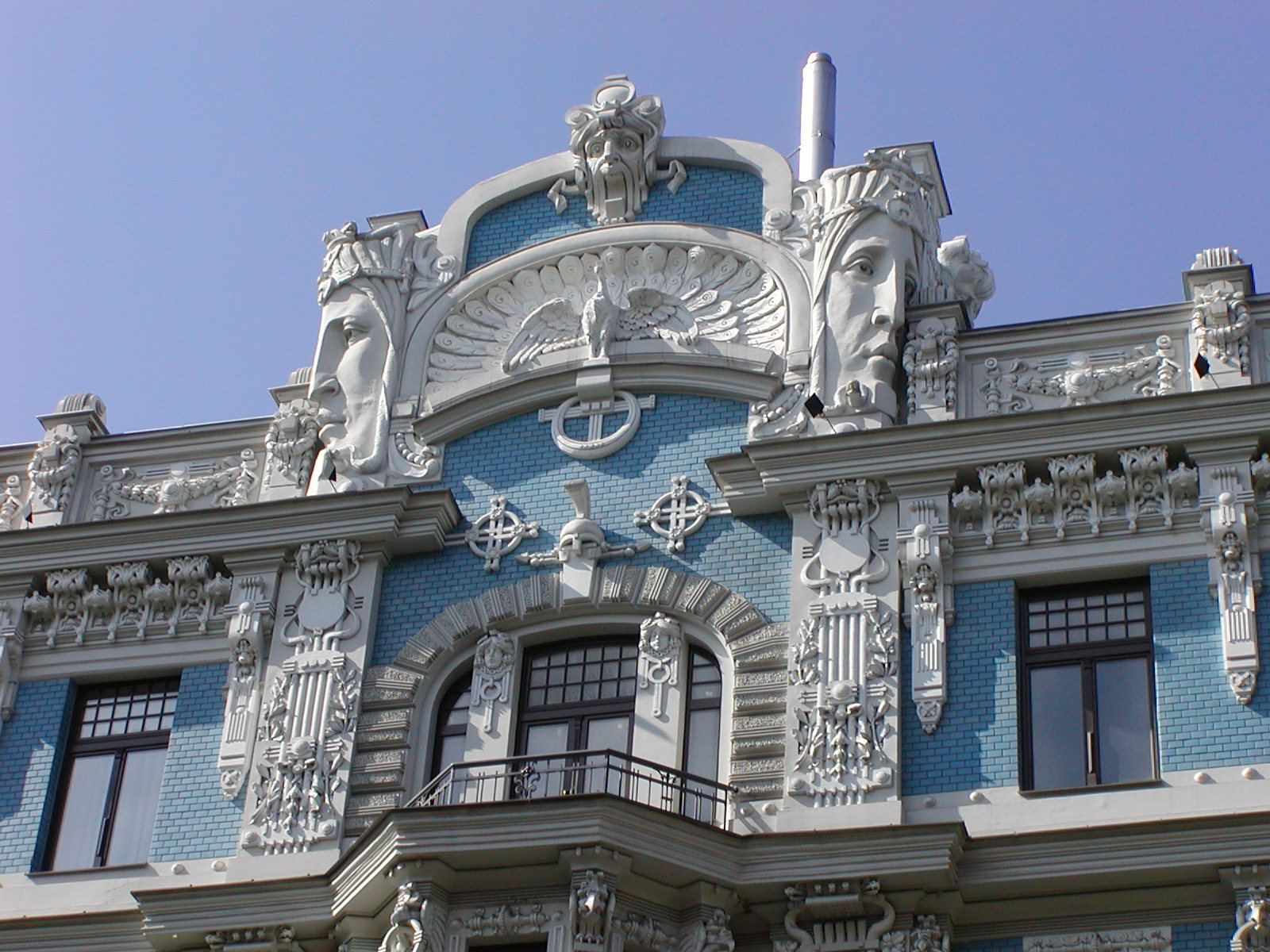
Detaliu al aceleiași clădiri
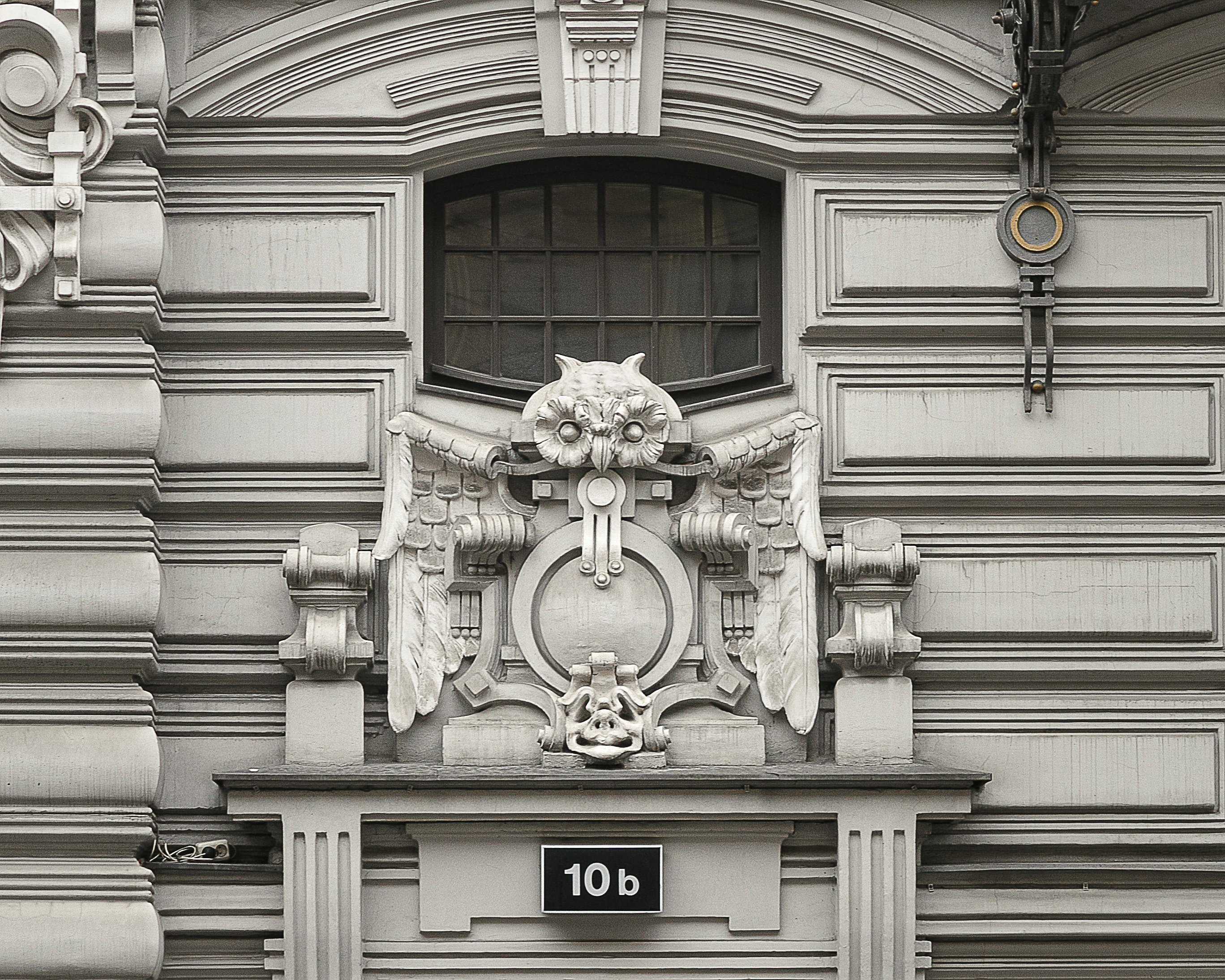
Detaliu al fațadei
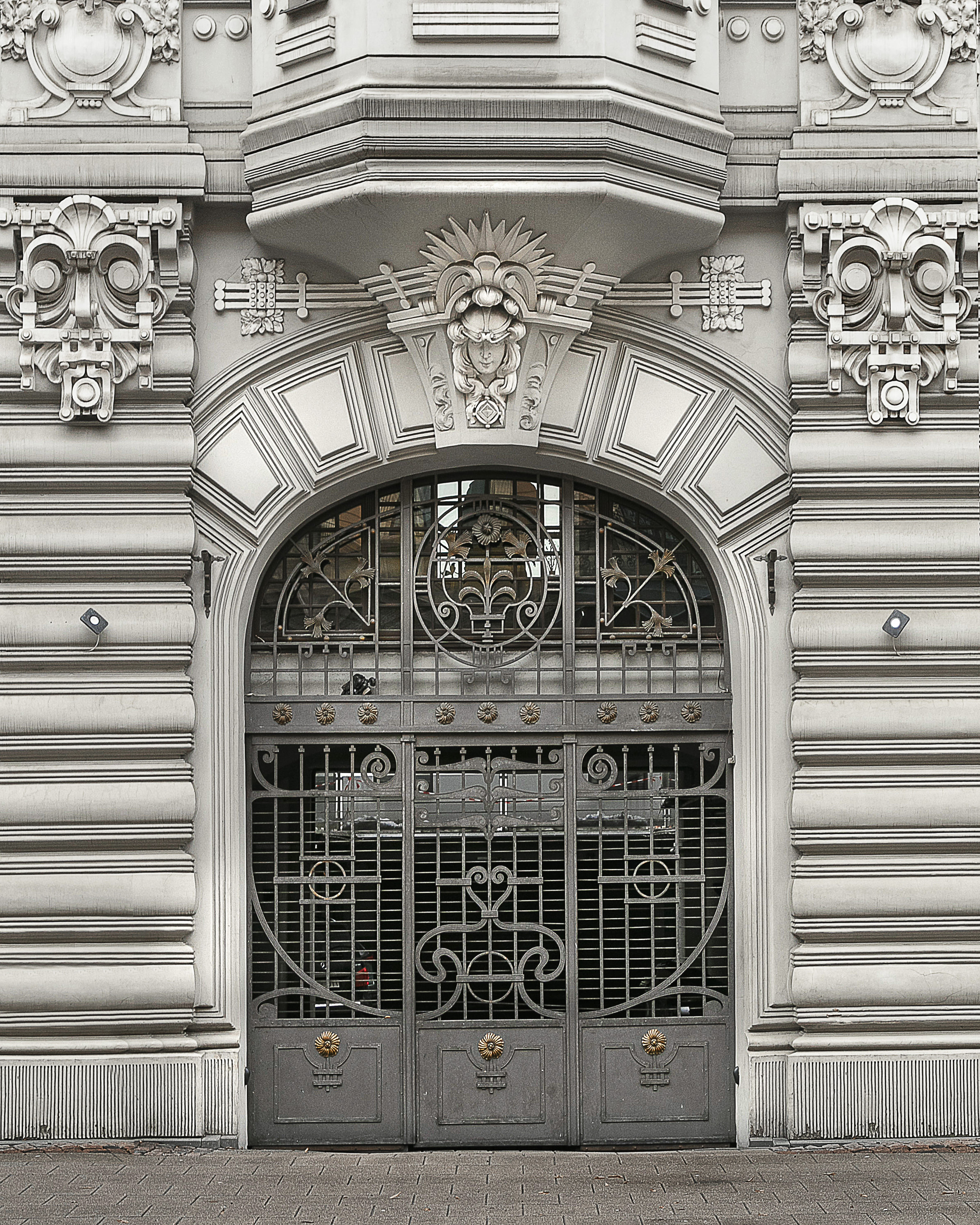
Intrarea clădirii
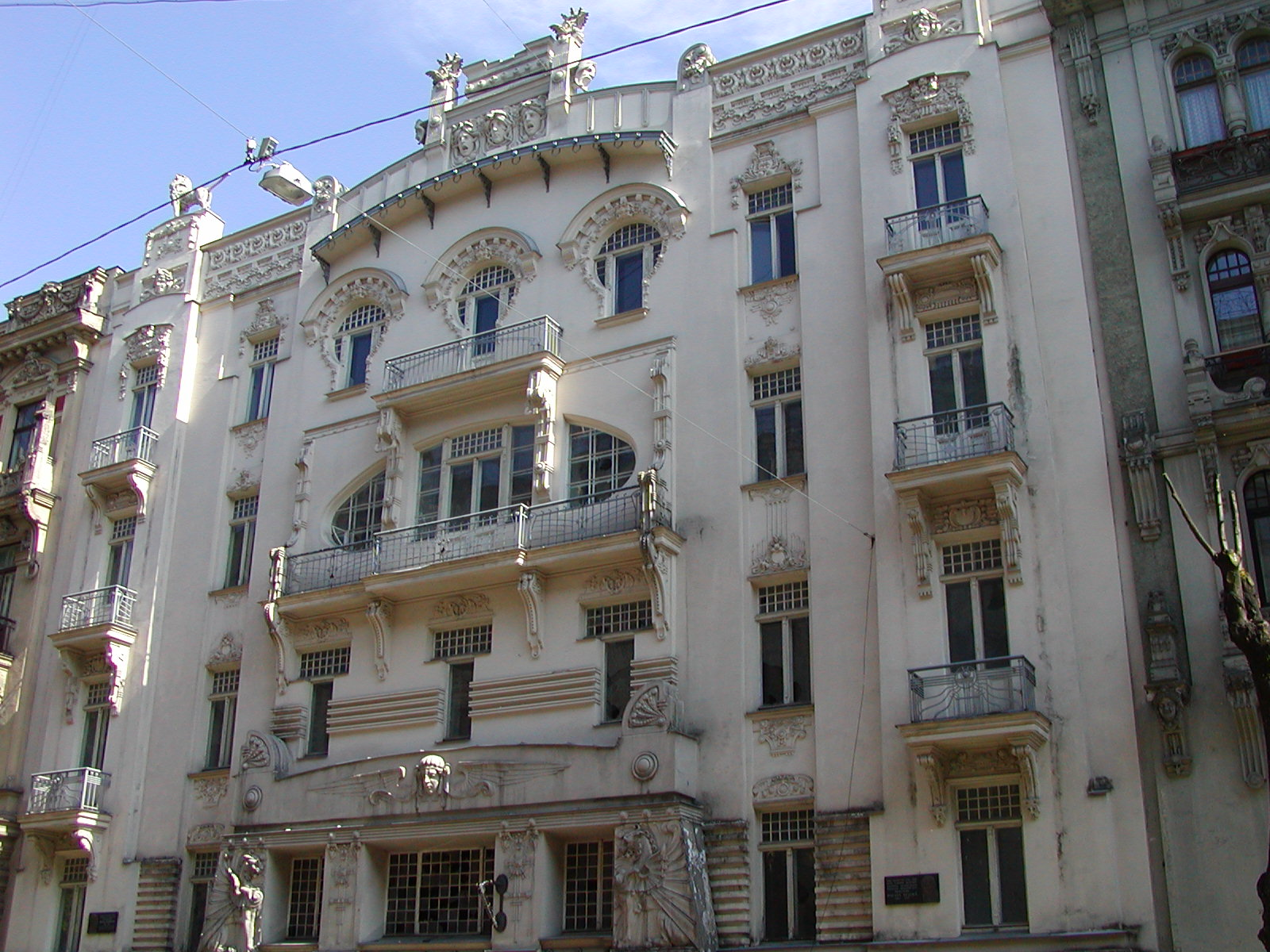
Detaliu
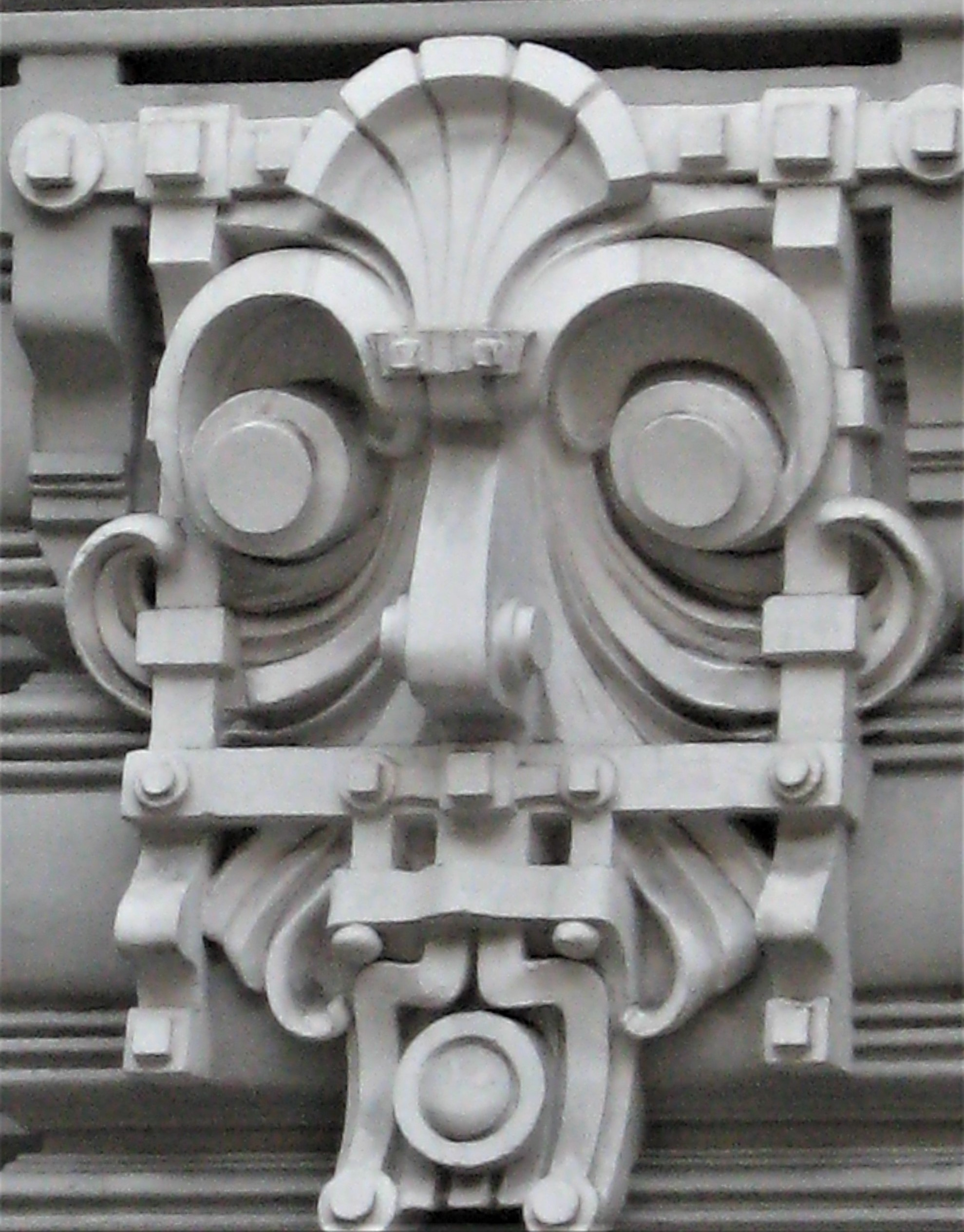
Sculptură
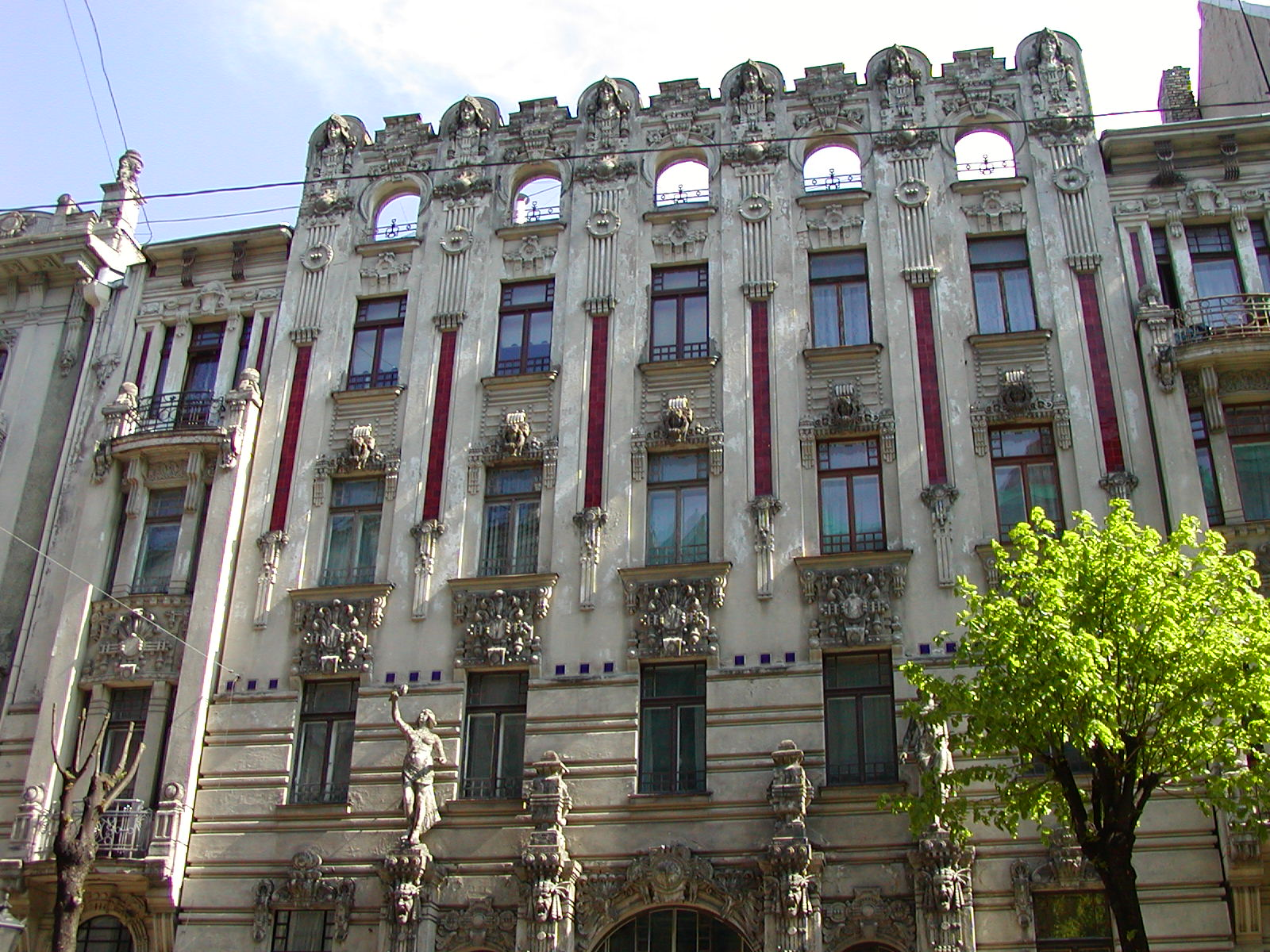
Alberta iela 2a
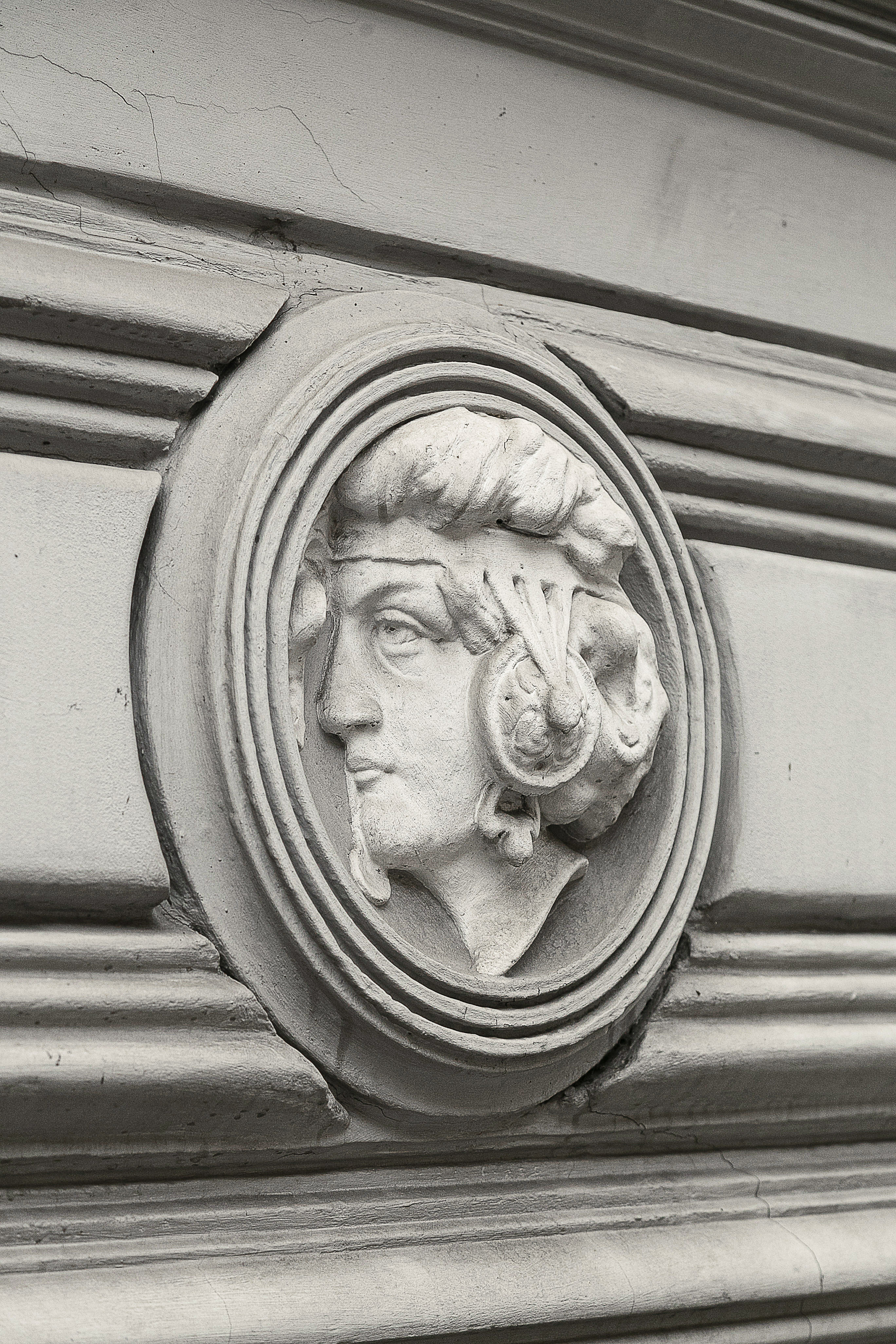
Bazorelief
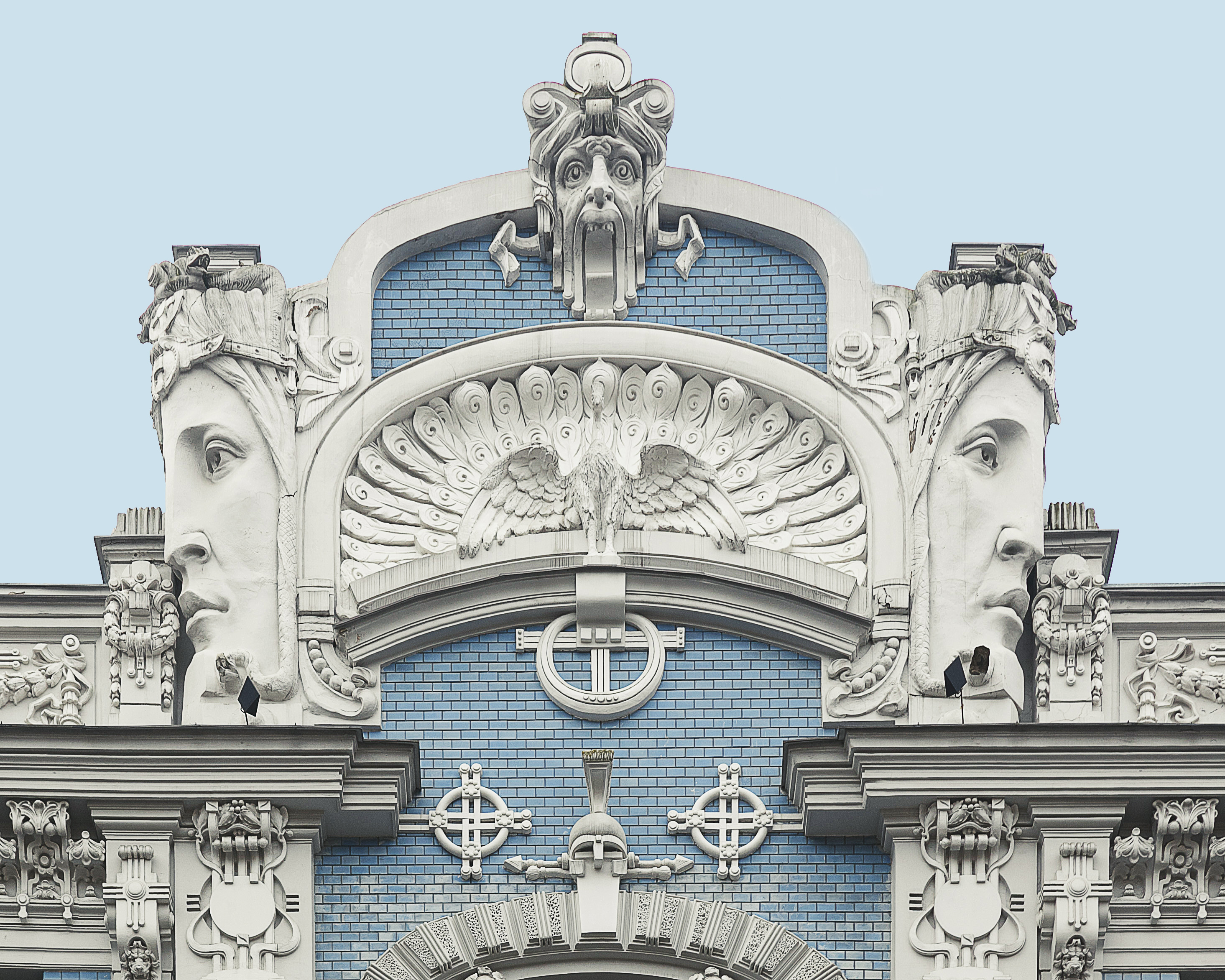
Fronton
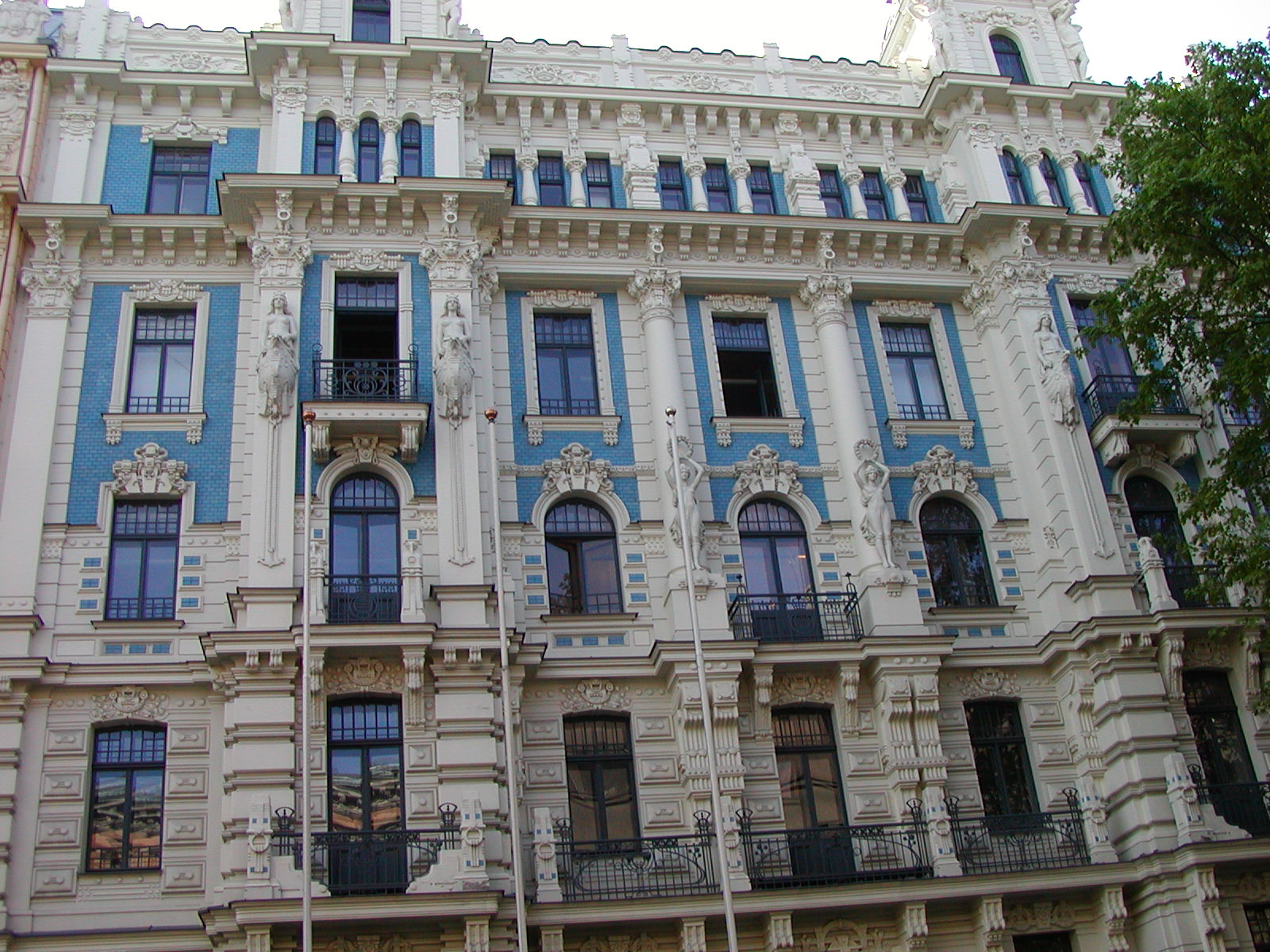
Strelnieku iela 4
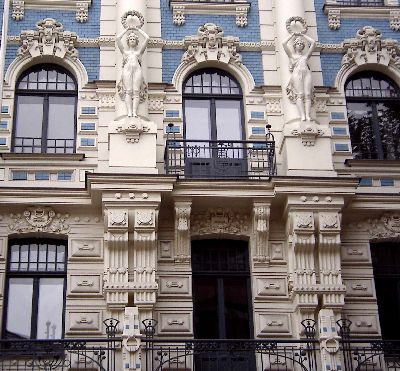
Clădire reprezentativă pentru stilul lui Mihail Eisenstein
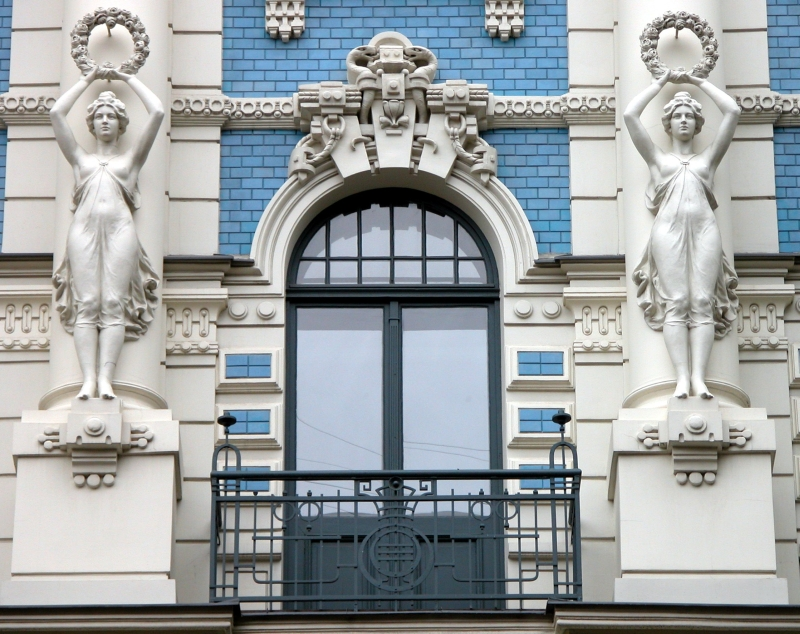
Detaliu al aceleiaşi clădiri